# Livestation
Livestation était un logiciel de distribution de télévision et vidéo en direct, gratuit et multiplateforme via une architecture réseau en Peer to Peer, créé en 2007 par Skinkers, une société britannique installée à Cambridge. Son objectif était de réduire les coûts de distribution en réduisant la bande passante nécessaire et les coûts induits par des parcs de serveurs généralement utilisés pour la diffusion en streaming.
Son interface graphique utilisait la technologie Silverlight de Microsoft. La société Microsoft, par le biais de son service de recherche Microsoft Research, a pris part au développement du logiciel.
Livestation se réclamait du slingbox without the box (le câble sans le décodeur) selon les termes de Matteo Berlucchi, fondateur de la société.

## Histoire du logiciel
Le partenariat de recherche entre Skinkers et Microsoft research débute en juin 2006. Le développement de l'interface graphique est confié à la société londonienne Splendid, aussi responsable du développement du design de Windows Vista et de Silverlight. Le logiciel est présenté pour la première fois lors du NAB (National Association of Broadcasters) Show 2007 à Las Vegas. À la publication de la vidéo de démonstration, une série de blogueurs s'emparent de la nouvelle et, pour certains, annoncent à tort que Microsoft prépare un anti-Joost.
Une première chaîne est disponible en juillet 2007 : la chaîne d'information britannique BBC News. Début février 2008, une version avec plusieurs chaînes et stations de radio, consacrées à l'information et issue d'accords avec les diffuseurs concernés, est distribuée dans un effort d'élargissement de la bêta au plus grand nombre. À titre d'information, les chaînes en France étaient BBC World, Al Jazeera English, Sky News, Euronews (en français et anglais), France 24 (en français et anglais) et i-Télé, ainsi que les radios BBC World Service et BBC Radio 4.
La plate-forme ferme fin 2016. Le site indique alors qu'il a arrêté le support de son site web et de son application pour se concentrer sur les clients professionnels. 

## Technologie de diffusion
À la manière de nombreuses start-ups qui surfent sur la vague de la diffusion de contenus vidéo sur le web, tels Joost, Zattoo, Mediazona, Babelgum, Veoh ou Vuze, cette plateforme s'appuie sur le pair à pair pour transmettre le flux vidéo : chaque utilisateur, lorsqu'il regarde une chaîne, se connecte à d'autres pairs pour recevoir et leur transmettre une partie du contenu, et ainsi de suite, déchargeant ainsi les serveurs initiaux et réduisant profondément les coûts de diffusion, principaux freins jusqu'alors à la vidéo sur internet.
Le partenariat avec Microsoft permet de supposer que la technologie d'encodage utilisée est Windows Media, bien qu'aucun détail n'ait été dévoilé à ce sujet.
L'interface visuelle se veut la plus proche d'une interface graphique IPTV, câble, TNT ou satellite numérique. Elle propose aussi un guide des programmes interactif,  des liens vers le site de la station, et permettra par la suite d'intégrer d'autres contenus multimédias. En revanche, elle ne dispose pas de la fonction time-shift, de pause, ni de la possibilité d'enregistrer les programmes. 
Côté logiciel, Livestation utilise la solution de distribution d'applications utilisant le pair à pair dénommée Live Delivery Network et conçue par la société Skinkers.

## Différences avec les principaux concurrents
- Joost : à la différence de Joost, Livestation diffusait des contenus en direct, et non de la vidéo à la demande, bien que les deux utilisent le streaming. Il en va de même avec Babelgum. Selon Matteo Berlucchi lui-même, Livestation n'a pas pour objectif de détrôner Joost, mais se présente comme une plateforme complémentaire.
- Vuze : les contenus de Vuze sont à la demande, et doivent être téléchargés.
- Mediazone : Mediazone diffuse des contenus payants, souvent évènementiels, et teste actuellement un logiciel de télévision sociale en pair à pair.
- Zattoo : les différences sont ici plus subtiles, néanmoins selon les commentaires des utilisateurs, la qualité d'image en plein écran de Zattoo était meilleure que celle de Livestation. Cependant, Livestation ne restreignait pas l'accès aux chaînes de télévision en fonction de l'adresse IP des utilisateurs par géolocalisation. De même Zattoo ne diffusait aucune radio.

## Sources
- Annonce de presse du 16 avril 2007 sur le site officiel de Skinkers, en anglais,
- Entrevue avec Matteo Berlucchi de la société Skinkers, en anglais, blog de Steve Clayton, 20 juin 2007,
- Démonstration du logiciel, en anglais
- Annonce de presse de la société Splendid, avec prises d'écran (qui présentent davantage de canaux), en anglais,
- Critique du logiciel sur le blog Newteevee, par Om Malik, avec des prises d'écran, 6 juillet 2007, en anglais,
- Critique du logiciel sur le blog Last100, par Steve O'Hear, 6 juillet 2007,
- Article du site internet Joostteam, 31 août 2007, en anglais